# Les Andelys
 Les Andelys  es una población y comuna francesa, en la región de Alta Normandía, departamento de Eure, en el distrito de Les Andelys y cantón de Les Andelys.

## Demografía
| 6090 | 7053 | 8196 | 8124 | 8455 | 9047 |
| Para los censos de 1962 a 1999 la población legal corresponde a la población sin duplicidades (Fuente: INSEE [Consultar]) |      |      |      |      |      |

## Personajes famosos
- Nicolas Poussin (1594-1665).